# Cristiano Pavone
Cristiano Pavone (Milano, 28 giugno 1972) è un ex calciatore e giocatore di beach soccer italiano, di ruolo difensore.

## Carriera
Cresciuto nelle file dell'Inter, in Serie A ha vestito le maglie di Atalanta e Bologna. Con i nerazzurri bergamaschi, sotto la guida di Emiliano Mondonico conquista una promozione in Serie A e l'anno dopo, in massima categoria e sempre con Mondonico allenatore, scende in campo 14 volte: con gli orobici ha fatto il suo esordio in A il 15 ottobre 1995 in Atalanta-Inter 1-1. Con i felsinei in due stagioni colleziona invece 21 gettoni di presenza nella massima serie italiana: 5 nella prima annata, 16 nella seconda.
Ha poi disputato diversi campionati di Serie B, la maggior parte in squadre del sud Italia, come il Lecce (dove ha ottenuto una promozione nella stagione 1998-1999, ma nella stessa viene anche trovato positivo a un controllo antidoping a sorpresa), la Salernitana e il Cosenza. Proprio con il club rossoblu disputa una stagione positiva e allenato da Bortolo Mutti riesce a giocare con una certa continuità, mettendo a segno i primi ed unici 3 gol nel professionismo. L'anno successivo, sempre in Serie B nel Cosenza, sotto la guida tecnica di Luigi De Rosa, colleziona 5 presenze a causa di un infortunio.
A gennaio viene ceduto al Como, ancora tra i cadetti, dove colleziona appena 4 presenze. Nel gennaio 2003, durante il calciomercato invernale, si trasferisce in prestito fino a giugno al Crotone di De Rosa, in Serie C1. Il suo trasferimento a Crotone e il fatto di aver accettato di scendere di categoria, come lui dichiarerà, si sono realizzati anche per merito dell'allenatore De Rosa, persona e tecnico da lui stimato che aveva già avuto nelle stagioni precedenti a Cosenza. A Crotone, anche a causa dei postumi dell'infortunio, scende in campo solo in 5 occasioni. Torna poi a giocare con i lariani in serie B nella stagione 2003-2004 in cui totalizza soltanto 11 presenze.
Ha giocato anche in Interregionale con la Pro Lissone (dal 1989 al 1992) e in Serie C2 con il Lecco (1993-1994) e con l'Ancona (2004-2005). Dal 2005 ha militato in squadre dilettantistiche.
Nel 2008 ha fatto parte della nazionale italiana di beach soccer e della selezione padana.

## Palmarès
- Campionato italiano: 1

Inter: 1988-1989
- Campionato italiano di Serie B: 1

Como: 2001-2002